# Dragon Ball Xenoverse
Dragon Ball Xenoverse (abreviado oficialmente como Dragon Ball XV) es un videojuego basado en la franquicia de los medios de comunicación de Dragon Ball. Está disponible para PlayStation 3, PlayStation 4, Xbox 360, Xbox One y Microsoft Windows. Xenoverse también es el primer juego de Dragon Ball lanzado en algunas de la octava generación de videoconsolas, así como PC.

## Jugabilidad
Las batallas están situadas en entornos destructibles totalmente en 3D. Los combatientes pueden pasar de pelear en un mundo abierto, con espacios muy grandes a luchar en una plataforma, ir en el aire e inclusive bajo el agua.  Xenoverse tiene diálogos mientras se desarrollan las peleas además los peleadores muestran expresiones faciales cuando golpean a un oponente o reciben daño. Los jugadores tienen cierta libertad para explorar el planeta tierra como existe en el universo de Dragon Ball junto con un puñado de otros lugares, incluyendo una misteriosa ciudad nueva: La ciudad "Toki Toki", que es el punto de origen para el nuevo personaje de juego.
El nuevo personaje es creado por el jugador. Con la personalización de personajes, los jugadores ahora podrán elegir una raza, género, forma de la cabeza, constitución física y ropa. Los personajes personalizados por el jugador para el modo historia pueden tener cualquiera de los cinco tipos de raza:  Saiyajin, terrícola, Majin, Namekiano y la raza Freezer. Los jugadores podrán visitar la ciudad futurista de Tokitoki, reunirse con otros jugadores y tomar a cooperativa, viajan en el tiempo.
Las versiones PS4 y Xbox one de Dragon Ball: Xenoverse también incluyen características de jugabilidad única adecuadas a esta generación de consolas tales como gráficos mejorados. Los jugadores también pueden convertirse en aprendices de los personajes de anime Dragon Ball originales para equipar a más de 200 movimientos especiales y 450 artículos de vestuario . El juego también hace uso de habilidades similares a la serie Budokai. Los jugadores también tienen la capacidad de cargar Ki, permitiendo una ranura Súper extra. También se ofrece para el juego multijugador pantalla dividida (Cooperativa Local).
Modo Universal:
La historia inicia en la Ciudad Toki Toki, en donde nos encontraremos cara a cara con Trunks del Futuro. Allí debemos crear a nuestro propio personaje, y cuando ya finalicemos todos los cambios, Trunks, el líder de la patrulla temporal, nos reclutará para combatir. Una vez reclutado por Trunks, el jugador tendrá que rememorar todos los momentos de la historia de Dragon Ball participando en ellos, debido a que alguna magia secreta ha estado alterando el orden y, por consecuencia, los villanos se vuelven más poderosos. El flujo temporal de espacio-tiempo y la historia original de Dragon Ball cambiarán totalmente, y las Dragon Balls estarán en serio peligro.
Modo Versus:
Al igual que muchas otras entregas, el juego da la posibilidad de elegir uno o varios personajes y poder pelear contra la máquina, contra un segundo jugador, o incluso poder observar un combate entre la máquina. Una novedad del juego, es que los jugadores pueden elegirse hasta un máximo de 6 personajes de los disponibles, aumentando así la capacidad comparada con el Dragon Ball Z: Budokai Tenkaichi 3, y además, se puede utilizar al personaje creado por el jugador para combatir. Una nueva novedad incluida es que se puede jugar incluso 3 jugadores contra otros 3 jugadores simultáneamente, lo que da la posibilidad de planear estrategias entre un mismo equipo y poder derrotar a los enemigos.
Modo Multijugador:
Este modo nos permitirá jugar una partida en línea junto a otros jugadores, en donde iniciaremos en la Ciudad Toki Toki (el cual será el punto de reunión de todos los jugadores). Este modo será similar al de Dragon Ball Online, puesto que podemos encontrarnos con otras razas e incluso tendremos que avanzar de nivel para aprender nuevas técnicas.
Editor:
El editor es una magnífica novedad implementada en este videojuego. Esta funcionalidad nos permitirá crear un personaje entre las razas Humano, Namekiano, Majin, Saiyajin y la Raza de Freezer. (intercalando también si deseamos que nuestro guerrero sea hombre o mujer). En el modo multijugador, el editor tiene más de 480 items diferentes y más de 230 super ataques para colocarle nuestro personaje.También podremos elegir nuestro "maestro" que nos ayudara a conseguir técnicas nuevas.

## Trama
A diferencia de juegos anteriores de la serie que usualmente siguen la historia de Dragon Ball, "Xenoverse" presentará toda una nueva historia, incluyendo un personaje creado por el jugador nunca antes visto en la franquicia. El 2014 V-Jump #7, que anuncia el juego, llama la atención con una figura misteriosa observando la primera batalla entre Gokú y Vegeta desde las sombras. Con cabello rojo, un rastreador, y el logo de la Corporación Cápsula en la manga, la identidad de este personaje no quedó clara. Aunque después de un tiempo se reveló que este guerrero es de hecho un personaje creado, confirmando así la creación de personaje para Dragon Ball Xenoverse. Otro personaje que reaparece es el Trunks viajero del tiempo de Dragon Ball Online, quien tiene una aparición de completo control. Dos nuevas áreas son también mostradas: una completamente nueva cámara de tiempo hiperbólica como área llamada La Bóveda de Almacenamiento, y la otra, una ciudad de alta tecnología en donde parece que hubiera aterrizado la máquina del tiempo. Se revela que la historia trata de fuerzas misteriosas que manipulan la historia, siendo el enemigo principal un villano llamado Demigra, en donde se pide al jugador que rehaga la línea de tiempo, ya que se le da el cargo de patrullero del tiempo. La historia toma lugar desde la saga Saiyan hasta la saga de la Batalla de los dioses.

## Personajes

### Nuevos personajes jugables y formas
- Mira, descargable en el segundo DLC
- Towa descargable en el segundo DLC
- Jaco "El patrullero galáctico" (Pase de temporada)
- Custom character (Earthling) (Male, Female)
- Custom character (Majin) (Male, Female)
- Custom character (Namekian) (Male)
- Custom character (Saiyan) (Male, Female) (Base, Kaio-Ken x3, Kaio-Ken x20, Super Saiyan, Super Saiyan 2, Super Vegeta, Super Vegeta 2)
- Custom character (Demon cold (Frieza's race)) (género indefinido)

También hay versiones malignas de algunos personajes como Gohan, Vegeta, Gotenks, Kid Buu, Cell y Freezer.
Algunos personajes como Mira, y Towa son compartidos con otro videojuego llamado Dragón Ball héroes, pues ambos juegos tiene cosas en común, pero están enfocados a diferentes estrategias

### Personajes en formas no jugables
Algunos personajes como los Ozaru (simios gigantes) no se pueden elegir para su manejo, solamente puedes enfrentarte contra ellos.

## Desarrollo
Dragon Ball: Xenoverse , abreviado como Dragon Ball XV, es el 15.º juego de lucha de Dragon Ball lanzado en consolas domésticas desde Dimps
primero Dragon Ball Z : Budokai juego, y el primer juego de lucha desarrollado por Dimps para ofrecer llena de batallas 3D similar a la Budokai Tenkaichi serie de videojuegos . Fue originalmente conocido como Dragon Ball Nuevo proyecto, hasta que el título real fue revelado el 10 de junio de 2014. 

### Promoción
Los que preordenen el juego en Europa para cualquier plataforma, obtendrán una caja metálica de Sheng-Long negra, Vegeta Super Saiyan 4 como personaje jugable, y 2 trajes especiales de oro y plata de los soldados de Freezer para personalizar a los avatares. Un tiempo después se confirmó una versión especial que se llamaría Trunks Travel Edition, la cual tendrá una copia del juego y una figura de 20 centímetros del personaje Trunks.

## Recepción
Dragon Ball Xenoverse recibió reseñas generalmente mixtas a positivas de parte de los críticos especializados.